# Cuphea acicularis
Cuphea acicularis är en fackelblomsväxtart som beskrevs av Emil Bernhard Koehne. Cuphea acicularis ingår i släktet blossblommor, och familjen fackelblomsväxter. Inga underarter finns listade i Catalogue of Life.